# Jenny Lattermann
Jenny Lattermann (* 28. Dezember 1929 in Wien; † 29. November 1993) war eine österreichische Schauspielerin.

## Leben
Ihre Schauspielausbildung absolvierte Jenny Lattermann am renommierten Max-Reinhardt-Seminar in Wien, wo sie auch ihre ersten Bühnenengagements erhielt, u. a. am Burgtheater. Dort spielte sie 1952 unter der Regie von Leopold Lindtberg in einer Inszenierung von Henrik Ibsens Peer Gynt die Rolle der „Helga“. Heinz Hilpert engagierte sie schließlich an das Deutsche Theater Göttingen, wie sie viele Jahre lang neben namhaften Kollegen wie Curd Jürgens, Werner Krauß und Käthe Gold spielte. Weitere Theaterstationen waren verschiedene Schweizer Bühnen sowie das Staatstheater Darmstadt. AB 1972 gehörte sie für 14 Jahre zum Ensemble des Düsseldorfer Schauspielhauses. Während dieser Zeit gastierte sie mehrfach bei den Mülheimer Theatertagen, u. a. 1986 als „Komponist Kruschwitz“ in Tankred Dorsts Heinrich oder die Schmerzen der Phantasie. 1986 wechselte sie mit dem scheidenden Düsseldorfer Intendanten Günther Beelitz an das Bayerische Staatsschauspiel in München. Dort spielte sie u. a. die „Betzn“ in Tankred Dorsts Korbes (Residenztheater 1989). Ihre letzte Bühnenrollen waren 1993 die „Guggi“ in Harald Kislingers A liebs Kind und die „Perfetta“ in Natalia Ginzburgs La Segretaria.
Bereits 1956 gab Jenny Lattermann in Falk Harnacks Drama Nacht der Entscheidung ihr Spielfilmdebüt. Dennoch blieb sie in Film- und Fernsehproduktionen ein seltener Gast. Zu ihren wenigen Ausflügen in dieses Medium zählen die Tschechow-Adaption Der Kirschgarten (mit Inge Birkmann und Walter Rilla) und die schwarze Komödie Zweikampf mit Joachim Wichmann. Ihre letzte Fernsehrolle spielte sie in der Derrick-Episode Ein sehr ehrenwerter Herr, deren Erstausstrahlung erst am 24. April 1994 erfolgte – fast ein halbes Jahr nach dem Tode Jenny Lattermanns.

## Filmografie (Auswahl)
- 1956: Nacht der Entscheidung
- 1959: Der Kirschgarten
- 1986: Zweikampf
- 1994: Derrick: Ein sehr ehrenwerter Herr